# Avoca (Arkansas)
Avoca es un pueblo ubicado en el condado de Benton en el estado estadounidense de Arkansas. En el Censo de 2010 tenía una población de 488 habitantes y una densidad poblacional de 103,47 personas por km².

## Geografía
Avoca se encuentra ubicado en las coordenadas 36°23′38″N 94°3′59″O / 36.39389, -94.06639. Según la Oficina del Censo de los Estados Unidos, Avoca tiene una superficie total de 4.72 km², de la cual 4.71 km² corresponden a tierra firme y (0.05%) 0 km² es agua.

## Demografía
Según el censo de 2010, había 488 personas residiendo en Avoca. La densidad de población era de 103,47 hab./km². De los 488 habitantes, Avoca estaba compuesto por el 86.48% blancos, el 0% eran afroamericanos, el 0.41% eran amerindios, el 0.61% eran asiáticos, el 0.2% eran isleños del Pacífico, el 9.02% eran de otras razas y el 3.28% pertenecían a dos o más razas. Del total de la población el 17.42% eran hispanos o latinos de cualquier raza.